# Joe Blanchard
Pour les articles homonymes, voir Blanchard.
Joseph Edgar Blanchard (né le 7 décembre 1928 à Haskell et mort le 22 mars 2012 à San Antonio) est un joueur de football canadien, un catcheur, un promoteur et un entraîneur de catch américain.

## Jeunesse et carrière de joueur de football canadien
Joseph Edgard Blanchard grandit à Parsons dans le Kansas et fait partie des équipes de football américain et de lutte. Il continue à pratiquer ces deux sport à l'université d'État du Kansas. Il continue à exceller dans ces deux sports. En tant que lutteur, il se qualifie pour le Big 7 du championnat universitaire où il élimine Mike DiBiase (le père adoptif de Ted DiBiase).
Après l'université, il part au Canada jouer dans la Ligue canadienne de football chez les Eskimos d'Edmonton de 1951 à 1953 puis chez les Stampeders de Calgary en 1954.

## Carrière de catcheur
Joe Blanchard commence sa carrière au Canada peu de temps après la fin de son contrat avec les Stampeders de Calgary. Il fait ses premiers combats à la Stampede Wrestling avant d'aller à Hawaï à la 50th State Big Time Wrestling. Le 15 avril 1959, lui et Lord James Blears battent Koukichi Endo et Rikidōzan pour devenir  champion par équipes d'Hawaï de la National Wrestling Alliance (NWA). Ils rendent leur titre vacant courant 1960,.
Il retourne sur le continent américain et lutte principalement au Texas à la NWA Big Time Wrestling. Il y remporte le championnat poids lourd du Texas de la NWA le 3 décembre 1963 en battant Billy White Wolf.

## Palmarès
- 50th State Big Time Wrestling
  - 1 fois champion par équipes d'Hawaï de la National Wrestling Alliance (NWA) avec Lord James Blears[6]
- NWA Big Time Wrestling
  - 2 fois champion poids lourd du Texas de la National Wrestling Alliance (NWA)[8]